# Geranilgeranilglicerol-fosfat geranilgeraniltransferaza
Geranilgeranilglicerol-fosfat geranilgeraniltransferaza (EC 2.5.1.42, geranilgeraniloksiglicerol fosfat geranilgeraniltransferaza, geranilgeraniltransferaza II, (S)-2,3-di-O-geranilgeranilgliceril fosfat sintaza, DGGGP sintaza, DGGGPS) je enzim sa sistematskim imenom geranilgeranil difosfat:sn-3-O-(geranilgeranil)glicerol 1-fosfat geranilgeraniltransferaza. Ovaj enzim katalizuje sledeću hemijsku reakciju
geranilgeranil difosfat + sn-3-O-(geranilgeranil)glicerol 1-fosfat {\displaystyle \rightleftharpoons } difosfat + 2,3-bis-O-(geranilgeranil)glicerol 1-fosfat
Ovaj enzim je integralni membranski protein koji posreduje drugu reakciju prenil transfera pri formiranju polarnih membranskih lipida kod arheja. Za njegovo dejstvo su neophodni divalentni metalni katjoni, kao što su Mg2+ ili Mn2+.

## Literatura
- Nicholas C. Price; Lewis Stevens (1999). Fundamentals of Enzymology: The Cell and Molecular Biology of Catalytic Proteins (Third изд.). USA: Oxford University Press. ISBN 019850229X.
- Eric J. Toone (2006). Advances in Enzymology and Related Areas of Molecular Biology, Protein Evolution (Volume 75 изд.). Wiley-Interscience. ISBN 0471205036.
- Branden C; Tooze J. Introduction to Protein Structure. New York, NY: Garland Publishing. ISBN 0-8153-2305-0.
- Irwin H. Segel. Enzyme Kinetics: Behavior and Analysis of Rapid Equilibrium and Steady-State Enzyme Systems (Book 44 изд.). Wiley Classics Library. ISBN 0471303097.

## Spoljašnje veze
- Geranylgeranylglycerol-phosphate+geranylgeranyltransferase на 